# The Blacklisted Collection
The Blacklisted Collection è il sesto album in studio della cantautrice australiana Vanessa Amorosi, pubblicato nel 2020.

## Tracce
1. Isolation – 3:45
2. 15,000 Revs – 3:42
3. Devil Monster – 3:10
4. Crazy Jealous – 3:36
5. The Light – 3:10
6. Make Love Not War – 3:05 ()
7. Coming Down Off You – 3:19
8. Sweet Mirage – 4:13
9. Winning – 3:35
10. I Don't Know How to Be Happy – 4:09
11. The First Step Is Letting Go – 3:36
12. Nobody Talks to You Like That – 3:56
13. The Last Goodbye – 3:27
14. I Go to Sleep (Kate Ceberano live stream) – 3:39